# Freedom Fighter
Freedom Fighter – dwudziesty piąty album studyjny Anthony’ego B, jamajskiego wykonawcy muzyki reggae i dancehall.
Płyta została wydana 29 maja 2012 roku przez wiedeńską wytwórnię Irievibrations Records; za dystrybucję odpowiedzialny był również koloński label Groove Attack Records. Nagrania zostały zarejestrowane w Anchor Studios w Kingston, natomiast miksu dokonano w studiu Irievibrations w Wiedniu.

## Lista utworów
1. "Freedom Fighter"
2. "No One Knows Tomorrow"
3. "Send the Rain Away"
4. "Too Hard"
5. "Born To Be Free"
6. "Stronger"
7. "Same Boat"
8. "Beat Dem Bad" feat. Konshens
9. "Light of Mine"
10. "Where To Turn"
11. "Defend My Own"
12. "Jah Bless Me"
13. "Cry Blood"
14. "Hail Jah"
15. "Caribbean Girl"
16. "Throw It Pon Dem"

## Twórcy

### Muzycy
- Anthony B – wokal
- Konshens – wokal (gościnnie)
- Manfred Puchner – gitara
- Thomas "Dr. Tom" Faltin – gitara
- Martin "Bassix" Six – gitara basowa, syntezator, instrumenty klawiszowe
- Manfred Scheer – gitara basowa
- Sam Gilly – perkusja
- Herbert Pirker – perkusja
- Andreas Mayr – perkusja
- Christian "Sticks" Einheller – perkusja
- Christoph "Fisherman" Gerstl – perkusja
- Parvez Syed – instrumenty klawiszowe
- Christian Kapun – instrumenty klawiszowe
- Matthias Schwendtner – instrumenty klawiszowe
- Günther Bocksteiner – Fender Rhodes, organy Hammonda
- Tero Lindberg – trąbka
- Bernhard Nolf – trąbka
- Klaus Magnet – trąbka, puzon
- Lorenz Spritzendorfer – saksofon
- Veronika "Sista Vee" Kosch – chórki

### Personel
- Markus Lechleitner – miks, automat perkusyjny
- Martin Scheer – mastering
- Mathias Egle – projekt okładki